# Alfonso Lamas
Alfonso Lamas Delgado (Buenos Aires, 1867-Montevideo, 1954) fue un médico  cirujano y político uruguayo, se destacó en la Facultad de Medicina (Universidad de la República). Fue director de la Segunda Clínica Quirúrgica y jefe de la Sanidad Nacionalista en ambas contiendas civiles (Revolución de 1897 y Revolución de 1904). Junto a Luis Mondino, fundó un sanatorio en Montevideo. Político activo del Partido Nacional (Uruguay), se retiró de la medicina en 1935.

## Infancia, juventud y Familia
Alfonso Lamas era el menor de los hermanos, nació el 19 de junio de 1867 en Buenos Aires, Argentina, aunque su familia era de origen uruguayo. Provenía de una familia de militares: su padre fue el general Diego Eugenio Lamas y su madre, Mercedes Delgado, quien era hija, esposa y madre de generales ya que su padre era Manuel Delgado. Entre los hermanos de Alfonso Lamas se destacan, Diego Lamas, coronel de la batalla de Tres Árboles, y Gregorio Lamas, director de la Primera Escuela Militar de Uruguay. Su otro hermano Eduardo Lamas también fue médico y participó activamente en la revolución nacionalista. Su hermana Mercedes, se casó con Baldomero Cuenca, cuyo hijo, Baldomero Cuenca y Lamas también fue cirujano del Ejército Nacionalista siendo el director del Hospital de sangre minuano en Aceguá. 
Alfonso Lamas a los seis años regresó a Salto (Uruguay) y luego se trasladó a Montevideo, donde inició sus estudios de bachillerato en el Colegio Hispano Uruguayo y posteriormente en la Sociedad Universitaria. En 1887, junto a su amigo Benigno Paiva, realizó una excursión a la estancia de Norberto Acosta, demostrando desde temprano su espíritu aventurero y su conexión con la naturaleza.
Alfonso Lamas se casó con Genoveva Pouey, hermana de Enrique Pouey, conocido médico cirujano. 
Dos de los hijos del matrimonio Lamas-Pouey, Diego y Enrique, también fueron médicos y profesores agregados de Cirugía; incluso durante cierto tiempo se desempeñaron en la Clínica Ginecológica y en el Instituto de Curieterapia, dirigidos por su tío Enrique Pouey. El tercero, Roberto, era propietario de la conocida firma de automóviles, Lamas y Garrone. Su única hija, Mercedes, se casó con el escultor Federico Moller de Berg. 

## Médico y Político
Ingresó a la Facultad de Medicina (Universidad de la República) y se destacó rápidamente, siendo nombrado disector ayudante. Mostró un gran interés por la cirugía, siendo alumno de José Pugnalin, a quien respetó y admiró toda su vida. Se graduó el 6 de agosto de 1890, a los 24 años, y ese mismo año viajó a Buenos Aires, donde estalló la Revolución del 90. Tras ofrecer sus servicios médicos, regresó a Uruguay para ocupar un puesto de médico en Nuevo Berlín, en el Departamento de Río Negro.
En 1891, Lamas ganó un concurso para la cátedra de Patología Quirúrgica y se unió al personal docente de la facultad. En 1896, fue designado director de la Segunda Clínica Quirúrgica en la Sala Jacinto Vera, donde trabajó junto a Luis Mondino. Transformó la clínica, mejorando las condiciones de esterilización y operación. 
Durante la Revolución de 1897, Lamas fue jefe de la Sanidad Nacionalista, período que fue destituido de su antiguo cargo por el gobierno, pero reinstalado tras la paz lograda en el Pacto de la Cruz, pacto negociado directamente por Saravia y su hermano Diego Lamas.
En 1898, Lamas y Mondino propusieron la creación de un sanatorio, alquilando primero una casa en la calle Hocquart y luego otra en la calle Durazno.
Integró el Comité Provisorio del Partido Nacional (Uruguay) de diciembre del 97 y tres Directorios entre 1899 - 1900. Presidió el de 1903 y fue miembro de la Junta de Guerra en 1904.

## Revolución de 1904

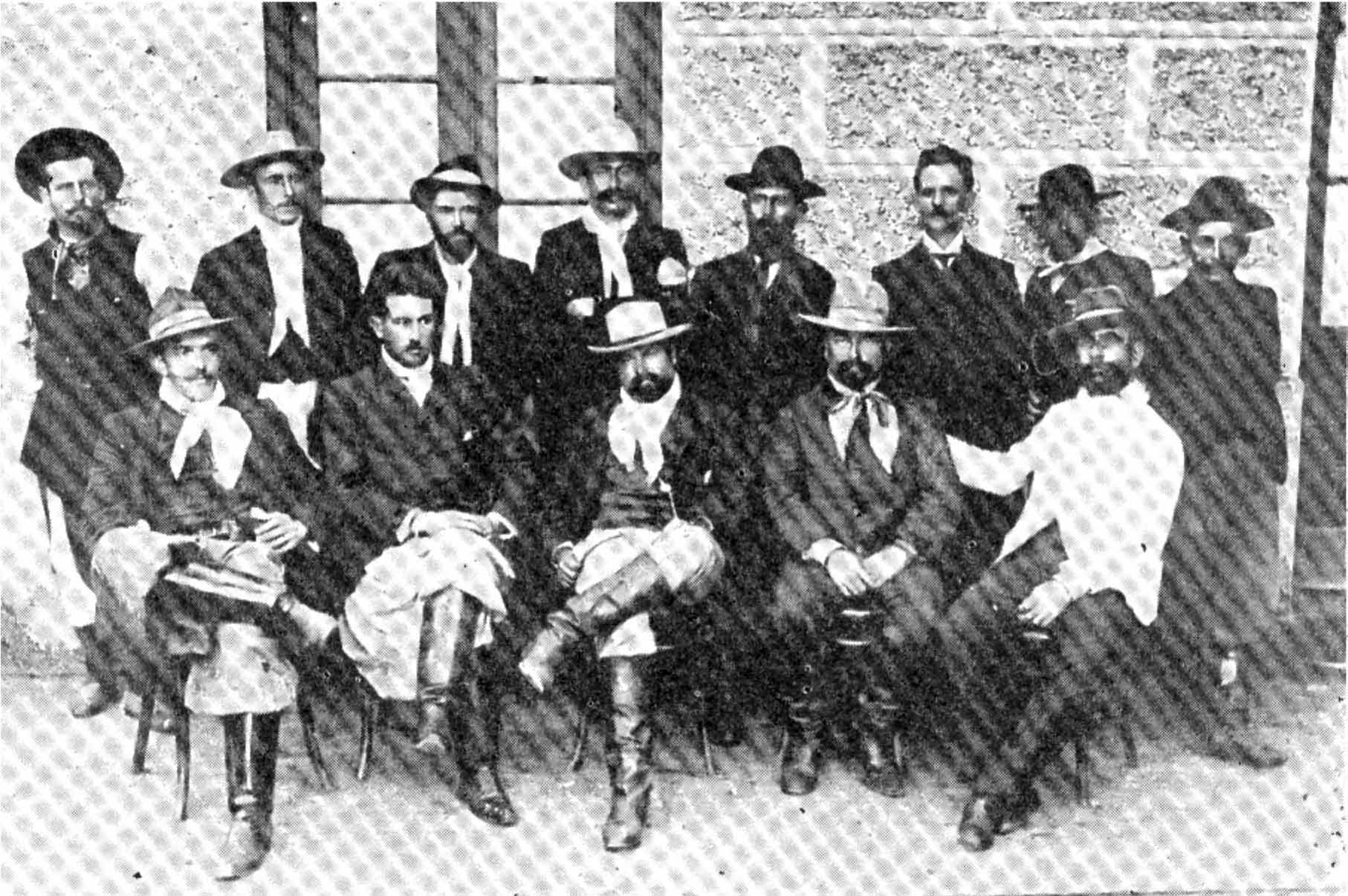
Sentados (de derecha a izquierda de la foto): Dres. Joaquín Ponce de León; Arturo Lussich; Alfonso Lamas, Cirujano Mayor del Ejército; Eduardo Lamas y Juan B.Morelli. De pié: estudiante de medicina José Pedro Urioste; de farmacia Juan R.Uris; practicante José Muñoz; Dr. Félix Angel Olivera; estudiante de medicina Coralio Capillas; Farmacéutico Arrambide, practicante Lema; estudiante de medicina Cicao. Fotografía obtenida en Rivera, 13 de abril de 1904 por el fotógrafo M.Brunel.

La Revolución de 1904 fue el último gran conflicto armado entre los Blancos (Partido Nacional (Uruguay)) y los Colorados (Partido Colorado (Uruguay)). La guerra civil se desencadenó debido a disputas sobre la distribución del poder y las políticas del gobierno colorado, liderado por el presidente José Batlle y Ordóñez. 

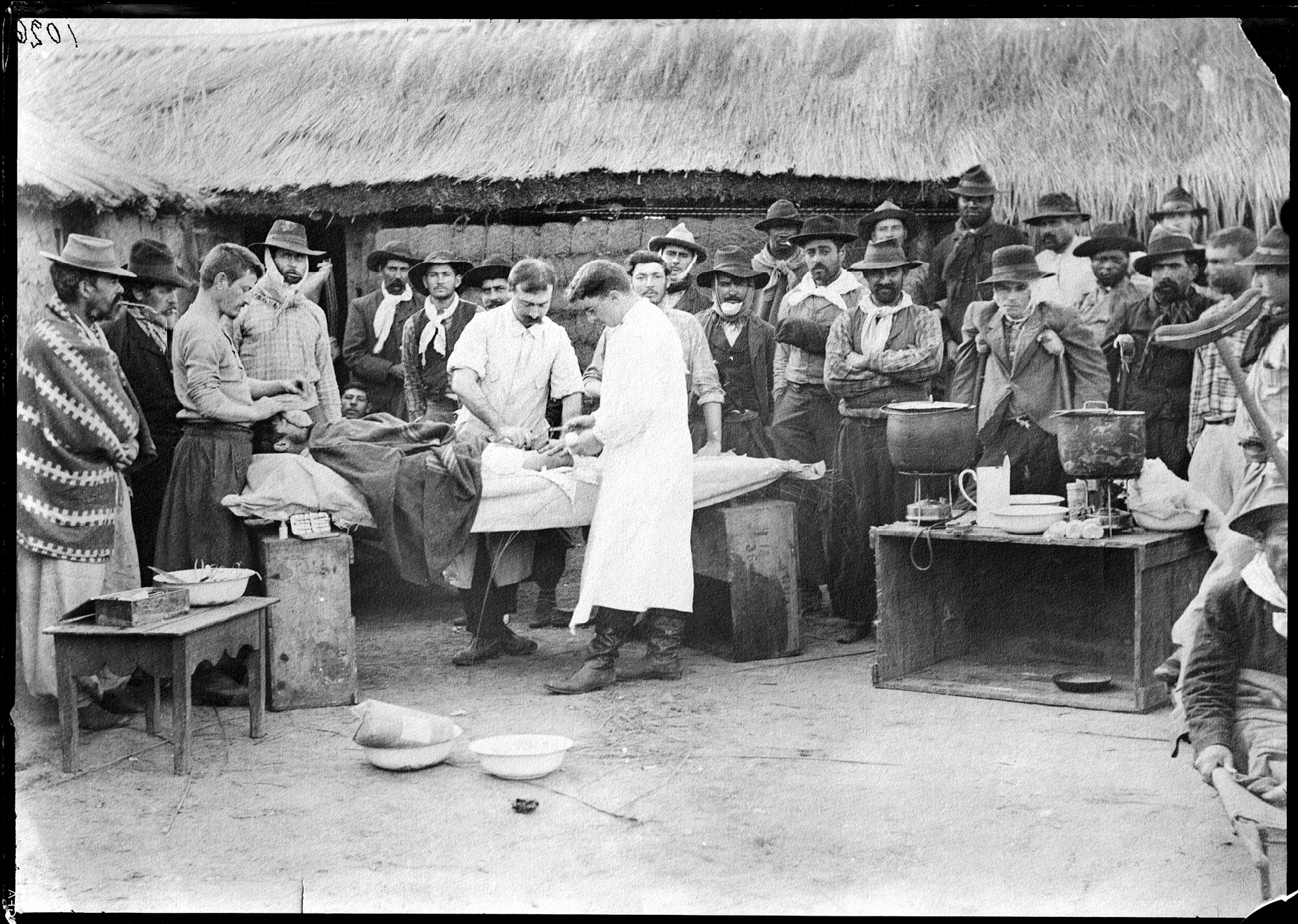
Guerra Civil de 1904. Aceguá, Ejército Revolucionario. Se aprecia a los cirujanos Baldomero Cuenca y Lamas (arremangado) y Bernardino Fonticiella en plena actividad quirúrgica.

Alfonso Lamas desempeñó nuevamente un papel importante como jefe de la Sanidad Nacionalista. 
Como jefe de la Sanidad Nacionalista, Lamas estuvo encargado de la atención médica y la organización sanitaria de las fuerzas del Partido Nacional. Su labor fue crucial para atender a los heridos y mantener la salud de los combatientes nacionalistas durante los enfrentamientos.
El trabajo de Lamas en estas circunstancias difíciles demostró su compromiso con la causa nacionalista y su habilidad para organizar y dirigir servicios médicos en condiciones de guerra, lo que le ganó el respeto y la admiración de sus contemporáneos.
Alfonso Lamas junto a José Pedro Ramírez, buscaron poner fin al conflicto desde su origen ya participaron activamente en las variadas, frágiles y dramáticas negociaciones de paz como la del el 22 de marzo de 1903 cuando se llegó a un acuerdo conocido como "El Pacto de Nico Pérez". Pero la muerte del caudillo Aparicio Saravia como consecuencia de la Batalla de Masoller fue la que definió el fin a la revolución.

## Su vida posterior a la revolución.
Desde 1905 hasta 1935, continuó su actividad como docente enseñando cirugía en la Sala Maciel, siendo un maestro reconocido por su honestidad y sobriedad.
En 1907, Lamas y Mondino. inauguraron un sanatorio en Tres Cruces, Montevideo.
En 1913, Lamas viajó a Europa para perfeccionar sus conocimientos. Durante su estancia, visitó clínicas en Alemania y Francia, y realizó un diagnóstico acertado de un quiste hidático en el servicio del profesor Paul Reclus.
Volvió a presidir el Honorario Directorio del Partido Nacional en 1909 y 1911, habiendo integrado nueve Directorios. Durante seis años fue miembro del Consejo Nacional de Administración. Los hechos de 1933 determinaron su adhesión al Partido Nacional Independiente (Uruguay), cuyo Directorio integró en cuatro ocasiones, habiendo sido su presidente en tres de ellas. 

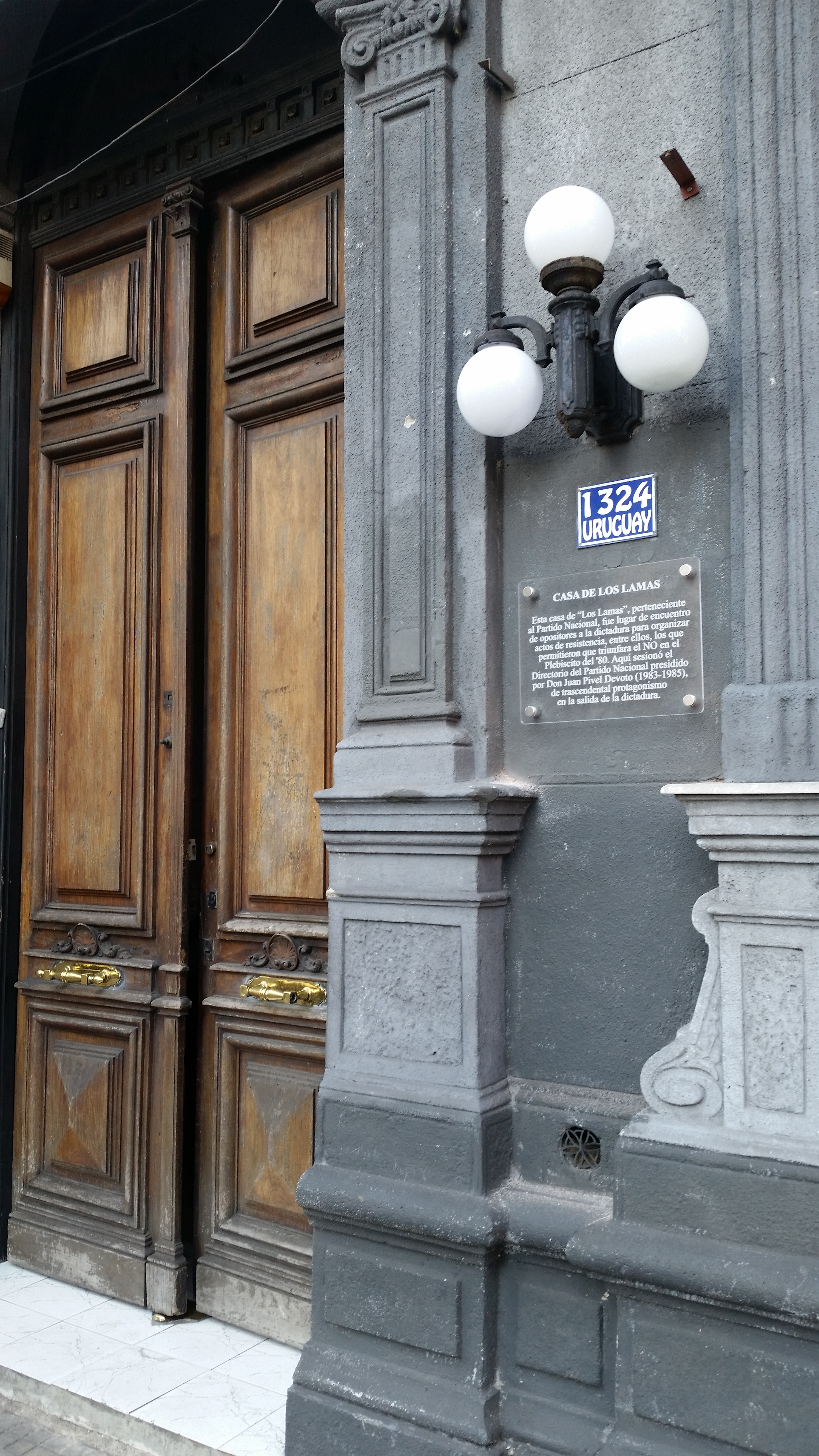
"Casa de los Lamas". Ubicada en la calle Uruguay 1324, Montevideo.

En 1944 Alfonso Lamas, con el resto de la familia, dieron la casona de su madre, en la calle Uruguay 1324, a las autoridades nacionalistas independientes. La casa, conocida como, "La casa de los Lamas" y es actualmente la sede del Movimiento Nacional de Rocha.
Lamas fue ciudadano y político activo, sirviendo siempre a su Partido Nacional. Fue un defensor de la libertad de pensamiento y la igualdad entre las personas, sin distinciones de raza, religión o posición social. Como una muestra de este pensamiento y su capacidad profesional se puede destacar que José Batlle y Ordóñez, quien fuera Presidente de Uruguay y perteneciente al partido Colorado, lo tenía como médico personal pese al estrecho vínculo que tenía Alfonso Lamas con su partido opositor, el partido Nacional.
Retirado de la práctica médica a los 68 años, en 1935, y pasó sus últimos años en su chacra en Playa Verde, (hoy Playa Hermosa), Uruguay. Lugar donde construyó y donó una escuela, la Escuela N° 45 y que hoy se llama “Alfonso Lamas” en su honor. 
Alfonso Lamas falleció en 1954, a los 87 años, dejando un legado importante en la medicina y la cultura uruguaya. 